# Mónica Maureira
Mónica Andrea Maureira Martínez (Santiago, 14 de enero de 1973) es una periodista feminista especializada en derechos humanos y procesos de democratización. Es académica en la Universidad Diego Portales, ha cumplido labores como encargada de comunicaciones en la Universidad de Santiago de Chile (USACH) y ha participado en diversas organizaciones feministas como el Observatorio de Género y Equidad. 

## Biografía
Nacida y criada en la comuna de La Cisterna, estudió en el liceo Madre Cecilia Lazzeri de la misma comuna, para luego iniciar sus estudios en la carrera de Periodismo en la Universidad Andrés Bello (UNAB). Cuenta con más de 16 años ejerciendo como periodista, teniendo pasos en medios de comunicación como Revista Apsi, Diario La Nación y La Época.  
Ingresó a la carrera de Periodismo en la Universidad Nacional Andrés Bello (UNAB) titulándose con distinción máxima, realizó un post título en derechos humanos y Procesos de Democratización en la Facultad de Derecho de la Universidad de Chile y egresó de un Magíster en Comunicación Política, Instituto de Comunicación e Imagen de la Universidad de Chile.  

## Activismo feminista
En 1998 entró a trabajar en el Instituto de la Mujer, aquí comenzó su formación en las organizaciones feministas y DD. HH.. En el año 2009 trabajó en la Corporación Humanas, en donde se enfocó en campañas de la región (Ecuador, Chile, Argentina y Perú) con relación a la otorgación de derechos sociales, económicos y reparación por hechos de violencia sexual en dictadura. Actualmente es parte de la Red de Periodistas Feministas (Redperiofem) y es integrante y coordinadora periodística del Observatorio de Género y Equidad.

## Trayectoria profesional
En 1992, mientras aún estudiaba periodismo, empezó a trabajar en la Agencia Orbe y para fines de su carrera universitaria trabajó en la Revista Apsi hasta que se cerró. Hizo su práctica profesional en el Diario La Nación dedicándose a temas emergentes, al poco tiempo después entró al Diario La Época hasta su cierre en 1998, en donde trató temas de espectáculo y cultura. Cubrió la fuga de los cuatro frentistas del Movimiento de Izquierda Revolucionaria (MIR), estuvo involucrada en la investigación del caso Cabro Carrera y realizó su proyecto de título en Colonia Dignidad.

### Oxfam
En el año 2005 entró a Oxfam en donde trabajó como encargada de comunicaciones entre mayo de ese año hasta septiembre del 2009, tiempo en el que ejecutó labores en la gestión de medios, coordinación de campañas, además de haber sido la secretaria de Prensa del Exfiscal de la Corte Penal Internacional Luis Moreno Ocampo. Durante la visita del en ese entonces fiscal Moreno Ocampo, durante el que tanto Oxfam como la Corporación Humanas realizaron una campaña exitosa que buscaba la incorporación de Chile a la CPI, aumentando en el año 2009 a 109 los países que se adhieran al tribunal.
Maureira, durante ese periodo además conformó en Latinoamérica un grupo de coordinadores y oficiales de comunicaciones de Oxfam a nivel internacional, a los que se sumó España, posteriormente cumplió labores relacionadas con recursos humanos, vínculos con otras organizaciones y luego gestionó el cierre de la oficina de Oxfam en Chile en ese entonces.
En 2010 entra a Rimisp-Centro latinoamericano para el desarrollo rural como coordinadora de comunicaciones, en 2014 se convirtió en jefa de comunicaciones del Servicio Nacional de Capacitación y Empleo (SENCE) y en el año 2022 fue designada por el Gobierno de Chile al comité de expertas de la secretaría técnica de la Convención de Belém do Pará de la OEA.

### Campaña Nacional contra los Femicidios en Honduras
Entre el 2005 y el 2012, 1733 mujeres habían sido asesinadas en ese país según el informe "Como se tejen los hilos de la impunidad", análisis que se expuso en paralelo a la campaña, que buscaba generar presión para que los asesinatos en Honduras fuesen investigados.
Mónica durante ese periodo asesoró en cuanto a temáticas de Género y Derechos Humanos la gestión de la campaña como tal, además apoyó la creación de estrategias comunicacionales para beneficio de la campaña y la creación del Tribunal Alterno contra el feminicidio, que convocó a expertos en derechos humanos para revisar casos de femicidio concluidos en Honduras, para evaluar la suficiencia de las penas aplicadas legalmente por los delitos contra las mujeres.

### Actualidad
Actualmente es encargada de las comunicaciones de la dirección de Género, Diversidad y Equidad de la Universidad de Santiago. Es docente en la escuela de periodismo de la Universidad Diego Portales y es parte de la red de periodistas feministas.